# ز
ز (arabsky ﺯﺍﻱ, zāy, výslovnost: z, IPA: z, persky ز, ze, výslovnost: z, IPA: z) je arabské písmeno. Písmeno se může v textu nacházet ve čtyřech podobách, podle toho, v které části slova se nachází:
| samostatné | na konci slova | na začátku slova | uprostřed slova |
| ---------- | -------------- | ---------------- | --------------- |
| ز          | ﺰ              | ﺰ                | ز               |

V hebrejštině písmenu ز odpovídá písmeno ז.